# Projekt 651

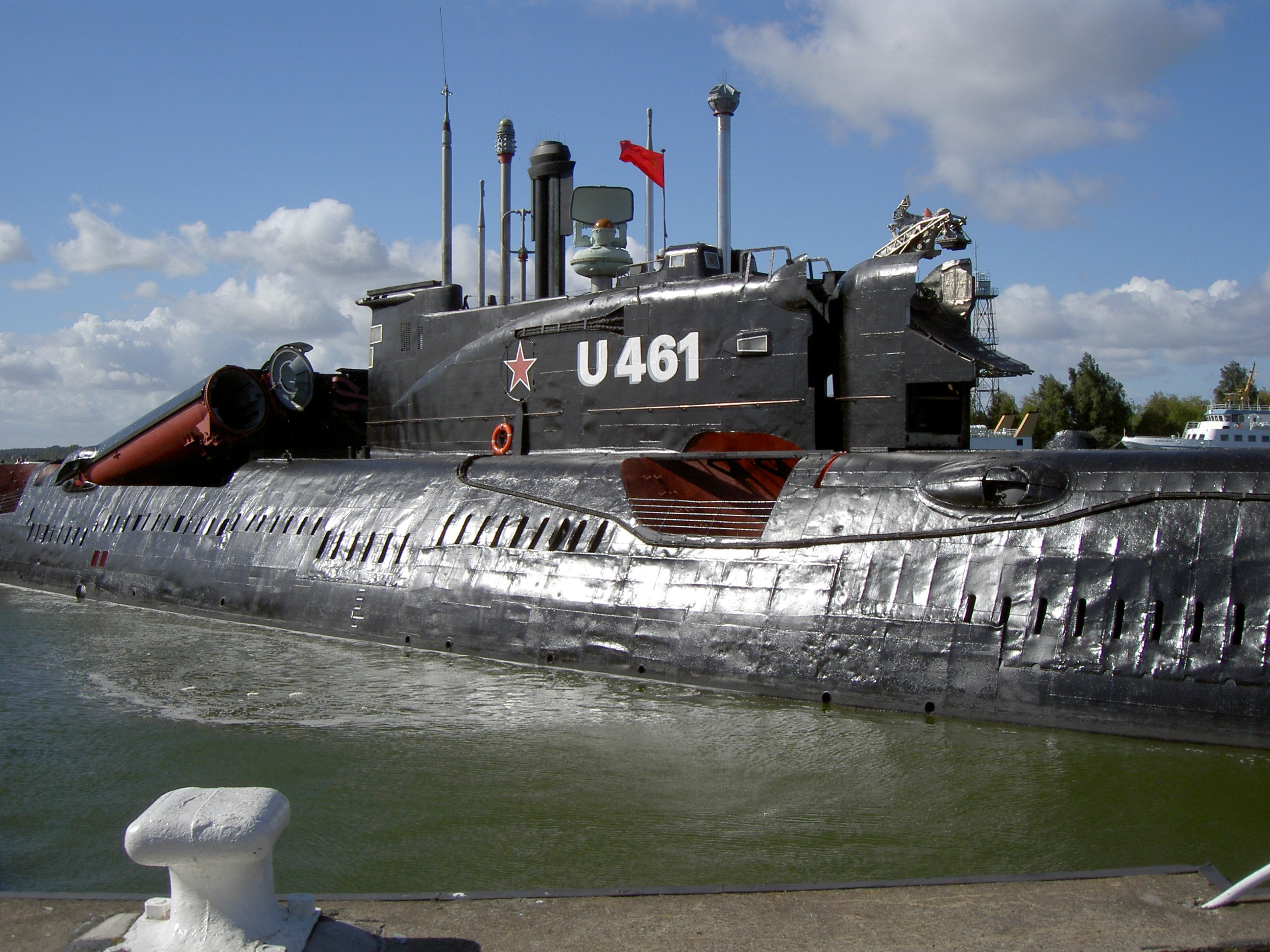
K-24 i Peenemünde. De aktre avfyringstuberna är uppresta i eldläge och den stora Argument-radarn som upptar hela främre delen av tornet är utfälld.

Projekt 651 eller Juliett-klass var en klass av sovjetiska diesel-elektriska ubåtar beväpnade med kryssningsrobotar (senare utbytta mot tunga sjömålsrobotar).
Projekt 651 konstruerades i slutet av 1950-talet för att kunna avfyra kryssningsrobotar mot mål på USA:s östkust. När ubåtsbaserade ballistiska robotar gjorde P-5 Pjatjorka omodern byttes de robotarna ut mot sjömålsroboten P-6. Eftersom robotarnas räckvidd översteg det avstånd på vilket ubåten själv kunde upptäcka mål kunde den ta emot data från det flygburna radarspaningssystemet Uspech (”framgång”, NATO-rapporteringsnamn Big Bulge). Robotarna kunde styras efter start tack vare den stora radarn Argument (NATO-rapporteringsnamn Front Door) som följde robotarna och jämförde deras kurs med måldata från Uspech.
Skrovet var byggt i omagnetisk austenit för att inte kunna upptäckas med magnetsensorer och dessutom belagt med 50 mm tjocka gummiplattor för att reducera ljud.

## Varianter
Projekt 651K
En ubåt, K-81, utrustades 1972 med satellitlänken Kasatka-B (svala) för att kunna ta emot måldata och skicka styrdata till robotarna via satellit.
Projekt 651E
En ubåt, K-68, utrustades 1983 på prov med ett atomdrivet kraftaggregat för att öka uthålligheten i undervattensläge. Reaktorn som installerades i en cylindrisk utbyggnad i akterskeppet utanför tryckskrovet var mycket mindre än motsvarande reaktorer på atomubåtar, men den gjorde att ubåten kunde stanna mycket längre i undervattensläge så länge den höll låg fart.

## Avveckling
De flesta ubåtar avrustades och skrotades i tre omgångar 1988, 1991 och 1994, men några individer gick andra öden till mötes.
- K-24 – Såldes till Tyskland 1994 och ligger som museifartyg i Peenemünde.
- K-68 – Denna ubåts unika atomdrivna kraftaggregat gjorde att den kunde stanna under vatten längre än sina systerfartyg och placerades därför i reserv fram till 2005 då den slutligen skrotades.
- K-77 – Såldes 1993 till den finske affärsmannen Jari Komulainen och användes som restaurang och turistattraktion i Helsingfors. 1998 leasades hon ut och bogserades till Tampa Bay i Florida. När företaget som hyrde K-77 gick i konkurs var Jari Komulainen inte intresserad av att bekosta en transport tillbaka till Finland. I stället försökte han sälja den på Ebay för en miljon dollar. Inga seriösa köpare nappade, men Intermedia Films hyrde båten och byggde om den för att användas i filmen K-19: The Widowmaker där den skulle efterlikna den förolyckade ubåten av typ Projekt 658. År 2002 såldes den till USS Saratoga Museum Foundation och bogserades till Providence på Rhode Island. 20 april 2007 sjönk hon under en storm, men bärgades igen i juli 2008. Några pengar till restaurering fanns emellertid inte och K-77 skrotades i december 2008.
- K-81 – Avrustades i april 1991 och sjönk i oktober samma år vid kajen i Liepāja där hon låg förtöjd. När ryska militären drog sig ur Lettland 1994 låg ubåten kvar. Den bärgades och skrotades av letterna 1994 tillsammans med K-78.